# 鉄腕ゴライアス 蛮族の恐怖
『鉄腕ゴライアス 蛮族の恐怖』（てつわんゴライアス ばんぞくのきょうふ、原題：Il terrore dei barbari）は、1959年制作のイタリアの歴史アクション映画（ソード&サンダル）。ランゴバルド人のイタリア侵入を題材としている。スティーヴ・リーヴス主演。

## あらすじ
西暦568年、ランゴバルド族の王アルボイナは蛮族を率いてイタリア北部に侵入、略奪や殺戮をほしいままにした。ヴェロナの町長ダニエレは蛮族に頑強に抵抗するが、殺されてしまう。
狩りに出ていて難を逃れたダニエレの息子エミリアノは仲間や部下と共に蛮族軍を次々に襲い、屈強な体格と持ち前の怪力から伝説の巨人“ゴライアス”として勇名を馳せるようになる。そんな中、エミリアノは蛮族軍の将軍デルフォの娘ロンドと出会い、たちまち許されぬ恋に落ちていく。

## キャスト
- エミリアノ：スティーヴ・リーヴス
- ロンド：チェロ・アロンゾ
- アルボイナ：ブルース・キャボット
- イゴール：リヴィオ・ロレンゾン
- スヴェヴォ：アルトゥーロ・ドミニッチ
- ダニエレ：ジーノ・スコッティ
- リディア：ジュリア・ルビーニ
- デルフォ将軍：アンドレア・ケッキ
- マルコ：ルチアーノ・マリン
- ブルーノ：ファブリツィオ・カプッチ